# Dom Schlütera w Gdańsku
Dom Schlütera (niem. Schlüterhaus) – wczesnobarokowa kamienica przy ul. Piwnej 1 w Gdańsku.

## Historia
Została zbudowana w latach 1638-1640 dla Hansa van Endena, prawdopodobnie przez Andreasa Schlütera starszego. Należy do najcenniejszych zabytków Głównego Miasta, jest bowiem jedną z nielicznych oryginalnych kamienic, które przetrwały II wojnę światową. Ponadto fasada Domu Schlütera stanowi ważne ogniwo w ewolucji gdańskich kamienic od form manierystycznych do barokowych.
Wyjątkowo rozbudowany szczyt zdobiony jest motywami małżowinowymi oraz roślinno-zwierzęcymi. Wieńczy go figura lwa stojącego na tylnych łapach, a przednimi wspierającego się na kamiennej kuli, co prawdopodobnie nawiązuje do herbu Endenów. Bogaty portal o formach wczesnego baroku ozdabiają atlanty i maszkarony oraz rzeźby postaci symbolicznych, zapewne personifikacji cnót. Fasada podzielona jest na trzy kondygnacje za pomocą wąskich fryzów, ozdobionych główkami w turbanach i wieńcach laurowych. Najważniejszy motyw dekoracyjny stanowią rozmieszczone w kilku kondygnacjach na filarach międzyokiennych kamienne medaliony: m.in. głowy Aleksandra Wielkiego, Herkulesa, królów polskich Zygmunta III i Władysława IV, rycerzy, mędrców, przedstawicieli różnych ras ludzkich. Być może wystrój ten miał stanowić aluzję do zwycięskich walk obu Wazów z muzułmańskim przeciwnikiem.
Około 1750 dom otrzymał przedproże z rokokowymi słupkami i balustradą, dziełem Johanna Heinricha Meissnera, o płytach zdobionych motywem antycznych ruin.
Około 1897 przy ul. Piwnej 2 mieściła się agencja konsularna USA.